# 吳超覺
吳超覺，CSDSM（1975年11月25日—），生於香港，香港懲教署副署長及香港國際球證，編號HKFA000123M，1994年起成為香港足球總會裁判，2000年開始執法香港最高組別職業聯賽賽事，2004年獲提升為國際足聯（FIFA）裁判員，2008年度成為香港首位晉身亞洲足協精英球證行列球證，2008年度開始為亞洲足協精英球證之一。吳超覺曾多次獲選年度「最佳球證」，2021年5月30日，在執法香港超級聯賽煞科及護級組大戰冠忠南區對晉峰後，吳超覺宣布在執法超過1,100場比賽後正式掛哨，結束二十七年的裁判生涯。

## 執法生涯

### 亞洲及香港比賽
吳超覺生於香港，從小熱愛足球，只因受傷才迫不得已放棄踢波，機緣巧合下投考香港足球總會球證訓練班，在1994年考獲球證資格，展開球證生涯。他早年考獲國際足協球證資格，曾獲邀到英國出席球證工作坊，並曾在曼聯、利物浦、阿仙奴、車路士、熱刺、AC米蘭、祖雲達斯、曼城、紐卡素、拜仁慕尼克、里昂、燕豪芬等歐洲球隊的季前熱身賽及國際球會賽事執法。
成為亞洲足協精英球證前，吳超覺已經於香港甲組足球聯賽，相等於現在的香港超級足球聯賽、香港足總盃、香港聯賽盃 、香港高級組銀牌、香港菁英盃本地頂級足球賽事等執法。2008年－09年香港足總聯賽盃決賽、2010年－11年香港高級組銀牌決賽、2011年－12年香港足總盃決賽、2012年－13年香港高級組銀牌決賽、2013年－14年香港足總盃決賽、2013年－14年香港高級組銀牌決賽、2014年－15年賽馬會社區盃、2014年－15年香港足總盃決賽、2015年－16年賽馬會社區盃、2017年-18年香港菁英盃決賽、香港高級組銀牌決賽｜2019年-20年、省港盃、滬港球會盃、賀歲盃、回歸盃等多場重要的球賽及盃賽決賽均由他出任主裁判。
在國際性比賽方面，成為國際足聯裁判員後，吳超覺其後亦曾經多次被國際足聯委派參與世界盃外圍賽、亞洲盃、亞冠盃、亞協盃、亞洲足協挑戰盃、亞洲足協會長盃、亞洲足協青少年錦標賽和亞洲足協U18, U19, U22決賽及資格賽等國際比賽的執法事務。

### 其他國際賽事
另外，2011年吳超覺獲得英國職業及超級聯賽裁判會邀請，前邀英國執法於當地球隊阿仙奴在酋長球場舉行的酋長盃，及曼聯在奧脫福球場舉行的曼聯超級盃決賽執法，成為第一個華人踏足這兩個英超比賽賽場執法。加上同年獲邀執法廣東日之泉對利物浦，在廣東天河體育場的足球挑戰賽和在香港舉行的英超挑戰盃車路士的賽事，在短時間內執法英國四隊傳統勁旅有關的比賽。
在中國的最高級別聯賽中國超級足球聯賽方面，吳超覺曾屢次獲得中國足球協會邀請，前往中國大陸負責中超執法事務。截至2013年年初，吳超覺共執法了兩場中超比賽。第一場是2011年中超第14輪，陝西人和主場對北京國安的比賽，中國媒體評價吳超覺敢於警告中國大陸的著名球員，顯示了權威性。 除此以外，吳超覺曾於2007年及2009年分別獲韓國足球協會及新加坡足球協會邀擔任和平盃國際錦標賽及新加坡盃總決賽，以及年間的多場亞洲國家隊比賽及國際友誼賽中執法。2005年亦被委派於澳門舉行的第四屆東亞運動會足球比賽執法。

### 一代名哨‧告別裁判生涯
吳超覺擔任本地頂級聯賽球證多年來，長期獲得足總球裁判委員會高度評價，曾多次獲選年度「最佳球證」。2021年5月30日，被安排於旺角大球場執法香港超級聯賽煞科及護級組大戰冠忠南區對晉峰賽事。賽事完場後，吳超覺正式由宣布結束二十七年的裁判生涯，賽後他主動走近看台跟親友及球迷致謝道別。
多年前有球迷設「我愛吳超覺」社交平台專頁 ，此社交專頁有過千人讚好。引述該專頁於其掛哨的賽後以【再見吳超覺】貼文提到「...無論大家愛唔愛吳超覺，但不能否定覺爺都係過去十年香港球壇最有代表性、個人風格、最被大家記得的一位球證。...呢個專頁係為咗表示廣大球迷對覺爺無限的熱愛，同埋對佢嘅支持啦。」。
此外，很多報紙及媒體均有報導吳超覺的執法生涯及告別球壇事件 ，並刋載影片等以記載這名近代本地足壇資歷很深，球迷亦經常關注的香港名哨。

## 榮譽

### 紀律部隊獎章
- 香港懲教事務卓越獎章（C.S.D.S.M.）（2023年）[15]
- 香港懲教事務長期服務獎章

## 外部連結
| 政府职务      | 政府职务                     | 政府职务 |
| ------------- | ---------------------------- | -------- |
| 前任： 黃國興 | 懲教署副署長 2022年3月24日－ | 現任     |